# Thecla paseo
Thecla paseo är en fjärilsart som beskrevs av Lucas 1857. Thecla paseo ingår i släktet Thecla och familjen juvelvingar. Inga underarter finns listade i Catalogue of Life.